# Синано (провинция)

Провинция Синано на карте Японии

Синано (яп. 信濃国, «страна Синано») — историческая область Японии в регионе Тюбу в центре острова Хонсю. Соответствует современной префектуре Нагано.

## История
Провинция Синано была образована в VII веке. Её административный центр находился в современном городе Мацумото.
Синано, как и большинство провинций Восточной Японии, издревле населяли племена эмиси. Для их ассимиляции центральное японское правительство использовало переселенцев с материка. Последние распространили в провинции коневодство, благодаря которому эти земли прославились отменными скакунами. В средневековье Синано была известна как «страна всадников».
В конце XII века провинция Синано пребывала под контролем рода Минамото. Этот род дал начало другим самурайским родам — Мураками, Огасавара, Кисо, Сува и Такэда, которые правили этими землями до середины XVI века.
В 1560-х годах, в результате завоевательных походов Такэды Сингэна, провинция Синано оказалась разделённой на южную и северную части. Первой владел сам Сингэн, а второй — его заклятый враг Уэсуги Кэнсин.
В 1582 году провинция Синано была захвачена силами Оды Нобунаги и Токугавы Иэясу. Единственным независимым родом остался Санада, который победил многотысячные войска завоевателей под стенами собственного замка и заставил считаться с собственным суверенитетом.
В период Эдо (1603—1867) провинция Синано была разделена на 13 владений хан. Самое крупное из них, Мацусиро-хан, принадлежало роду Санада.
В результате административных реформ 1871—1876 годов провинция Синано была преобразована в префектуру Нагано.

## Уезды провинции Синано
- Адзуми (яп. 安曇郡)
- Ина (яп. 伊那郡)
- Миноути (яп. 水内郡)
- Саку (яп. 佐久郡)
- Сарасина (яп. 更級郡)
- Сува (яп. 諏方郡すはごおり→諏訪郡すわぐん)
- Такаи (яп. 高井郡)
- Тиисагата (яп. 小県郡)
- Тикума (Цукума, яп. 筑摩郡)
- Ханисина (яп. 埴科郡)